# Vengeance (album de Benjamin Biolay)
Pour les articles homonymes, voir Vengeance (homonymie).
Albums de Benjamin Biolay
Best of
(2011) Palermo Hollywood
(2016)
Singles
1. Aime mon amour
Sortie : septembre 2012
2. Profite (duo Vanessa Paradis)
Sortie : décembre 2012
3. Marlène déconne
Sortie : juin 2013

Vengeance est le sixième album de Benjamin Biolay sorti le 5 novembre 2012 chez Naïve Records.
L'album est disque d'or avec 70 000 exemplaires vendus.

## Liste des titres
| No  | Titre                                          | Durée |
| --- | ---------------------------------------------- | ----- |
| 1.  | Aime mon amour                                 | 3:05  |
| 2.  | Profite avec Vanessa Paradis                   | 3:34  |
| 3.  | Le Sommeil attendra                            | 2:53  |
| 4.  | Sous le Lac gelé avec Gesa Hansen              | 5:39  |
| 5.  | Venganza avec Sol Sanchez                      | 3:20  |
| 6.  | Marlène déconne                                | 4:22  |
| 7.  | Personne dans mon lit                          | 3:14  |
| 8.  | Ne Regrette rien avec Orelsan                  | 6:30  |
| 9.  | Trésor trésor                                  | 3:51  |
| 10. | Belle époque (Night Shop #2) avec Oxmo Puccino | 3:59  |
| 11. | L'Insigne honneur                              | 3:42  |
| 12. | La Fin de la fin                               | 2:58  |
| 13. | Vengeance avec Carl Barât                      | 5:12  |
| 14. | Confettis avec Julia Stone                     | 4:03  |